# Cotrifazid
Cotrifazid – preparat złożony stosowany w profilaktyce malarii, w którego skład wchodzą ryfampicyna, izoniazyd oraz sulfametoksazol i trimetoprym (kotrimoksazol).
Duże randomizowane, wieloośrodkowe badanie porównujące skuteczność Cotrifazidu z kombinacją meflochiny (chininy), sulfadoksyny i pirymetaminy przeprowadzone niedawno w Papui-Nowej Gwinei nie dowiodły wyraźnej skuteczności tej kombinacji leku, co czyni z niego alternatywną kombinację drugiego rzutu w profilaktyce malarii.